# A Christmas Carol (film 1948)
A Christmas Carol è un film per la televisione del 1948 diretto da Fred Coe per la serie The Philco-Goodyear Television Playhouse.
Fin dal 1943 il romanzo Canto di Natale (A Christmas Carol) di Charles Dickens si impose come un classico natalizio alla televisione americana, da ripetersi ogni anno con un copione, un formato e un gruppo di attori diversi.
Le prime versioni televisive erano trasmesse in diretta; anche di questa non esiste copia registrata. Le fonti dell'epoca  la descrivono come una produzione particolarmente ben curata con un ottimo cast guidato dall'attore inglese Dennis King, una leggenda del teatro di Broadway. Lo spettacolo era seguito da un epilogo in cui un'altra celebrità, Bing Crosby, cantava Silent Night, accompagnato dal Robert Mitchell Boy Choir.. Una larga collezioni di fotografie dello spettacolo è preservata alla Billy Rose Theatre Collection della New York Public Library.

## Trama
L'avaro e gretto Ebenezer Scrooge, alla vigilia di Natale, non vuole fare la carità né è intenerito dalla visita di un nipote. Tornato a casa, Scrooge vede il fantasma del suo ex socio che lo mette in guardia. La notte, verrà poi visitato da tre spiriti: lo spirito del Natale passato, lo spirito del Natale presente e lo spirito del futuro che lo attende se non cambia atteggiamento verso gli altri.

## Produzione
Il film fu prodotto negli Stati Uniti da NBC-TV.

## Distribuzione
Il film fu trasmesso negli Stati Uniti su NBC-TV, il 19 dicembre 1948, per la serie The Philco-Goodyear Television Playhouse.